# Aeschillus Petraeus
Aeschillus Olai Petraeus, född 1593 i Grums socken i Värmland, död 27 september 1657 i Åbo, Österland (Finland) var biskop, rektor för Kungliga Akademien i Åbo och riksdagsledamot av prästeståndet.

## Biografi
Aeshillus Petreaus var son till kyrkoherden Olavus Eskilli Petraeus i Filipstad i dennes första äktenskap, samt farbror till Petrus Petri Petræus. Efter studier i Karlstad och Strängnäs blev han student vid Uppsala universitet, blev magister 1619 och adjunkt vid filosofiska fakulteten 1624. Han blev teologie doktor där 1640 efter att också studerat vid Jenas universitet och i Wittenberg.
Petraeus var teologilektor vid katedralskolan i Åbo från 1628 och sedan skolan ombildats till gymnasium 1630 förste teologie lektor. 1634 blev han domprost i Åbo och teologiprofessor vid Åbo akademi 1640 och dess rektor 1640–1641 och 1649–1650. Han var kyrkoherde vid prebendepastoraten som hörde till skoltjänsterna och blev biskop av Åbo stift och vicekansler vid Åbo akademi 1652. Han var riksdagsman vid riksdagarna 1634, 1638, 1640, 1643, 1650, 1652 och 1655.
På Per Brahes initiativ gav Petraeus, biträdd av professor Stodius och prosten Gregorius Favorinus, 1649 ut den första finska grammatiken, Linguae finnicae brevis institutio. Petreus fullbordade även 1642 översättningen av Bibeln till finska, ett arbete som inletts av biskop Ericus Erici.
Aeschillus Petreus andra hustru var Anna Opsopeadus Kock, dotter till Henricus Johannis Opsopæus och Ingeborg Andersdotter (Grubb) från Bureätten. Aeschillus Petreus dotter Katarina (död 1665) var gift med Olaus Olai Wexionius, hans dotter Maria var gift med Hans Stålbom (1638–1678), inspektor i Vasaborg. Sonen Anders Petræus från första äktenskapet var professor, sonen från andra äktenskapet Johan Petraeus kapten och sonen Samuel Petraeus assessor.